# Diana Laitinen Carlsson
Diana Laitinen Carlsson (1972) é uma política sueca. Desde 1 de setembro de  2020 Carlsson serve como membro do Riksdag em representação do círculo eleitoral do condado de Jönköping.